# Klinik für Urologie und Uroonkologie Braunschweig
Die Klinik für Urologie und Uroonkologie steht in Braunschweig, Niedersachsen. Sie wurde als Europäisches Ausbildungszentrum vom European Board of Urology (EBU) zertifiziert.
Die ärztliche Facharztausbildung wurde in diversen Fachbereichen europaweit standardisiert, wodurch eine qualitativ hochwertige Ausbildung garantiert werden soll. Der Titel des „europäischen Facharztes“ ersetzt aktuell schon in einigen europäischen Ländern den nationalen Facharzttitel.
Die Urologie und Uroonkologie wurde im Jahr 2014 von einer internationalen Kommission über zwei Tage begutachtet. Bewertet wurden die Qualität der Ausbildung, strukturelle Abläufe und die Infrastruktur. Im Mai 2011 wurde der Urologie der offizielle Titel „Board approved European urological training center“ verliehen.
Zusammen mit der Braunschweiger Klinik gibt es 16 von der EBU anerkannte Kliniken, die für diese europäische Facharztausbildung zugelassen sind. (Stand: August 2014)
Der Klinik für Urologie und Uroonkologie Braunschweig wurde im Jahr 2014 das Leading Medicine Guide-Onlinezertifikat verliehen.

## Behandlungsspektrum
- Konservative und operative endourologische, laparoskopische und offene urologische Therapien einschließlich Laserbehandlung und Steinzertrümmerung
- Eingriffe am äußeren Genital
- Transurethrale Resektion von gutartigen Prostatawucherungen und Blasentumoren
- Minimalinvasive laparoskopische Chirurgie des Retroperitoneums (hinterer Bauchraum)
- Perkutane Steinsanierung
- Laserung von Nierenbeckentumoren
- Operativen Korrekturverfahren der Inkontinenz
- Konventionelle und organerhaltende Nierentumorchirurgie
- Radikale retropubische oder perineale Prostatektomie
- Zystektomie (vollständige Entfernung der Harnblase)
- Schaffung einer Harnableitung mit Ersatzblase aus Dünndarm.
- Extrakorporale Stoßwellenlithotripsie von Nierensteinen (Steinzertrümmerung durch Stoßwellen)
- Behandlung von Prostatatumoren – Bei den sensible, nerverhaltende Operationstechniken ist es in den meisten Fällen möglich, die Wucherungen zu entfernen und gleichzeitig die Erektionsfähigkeit und Kontinenz zu erhalten